# Julia Brinck

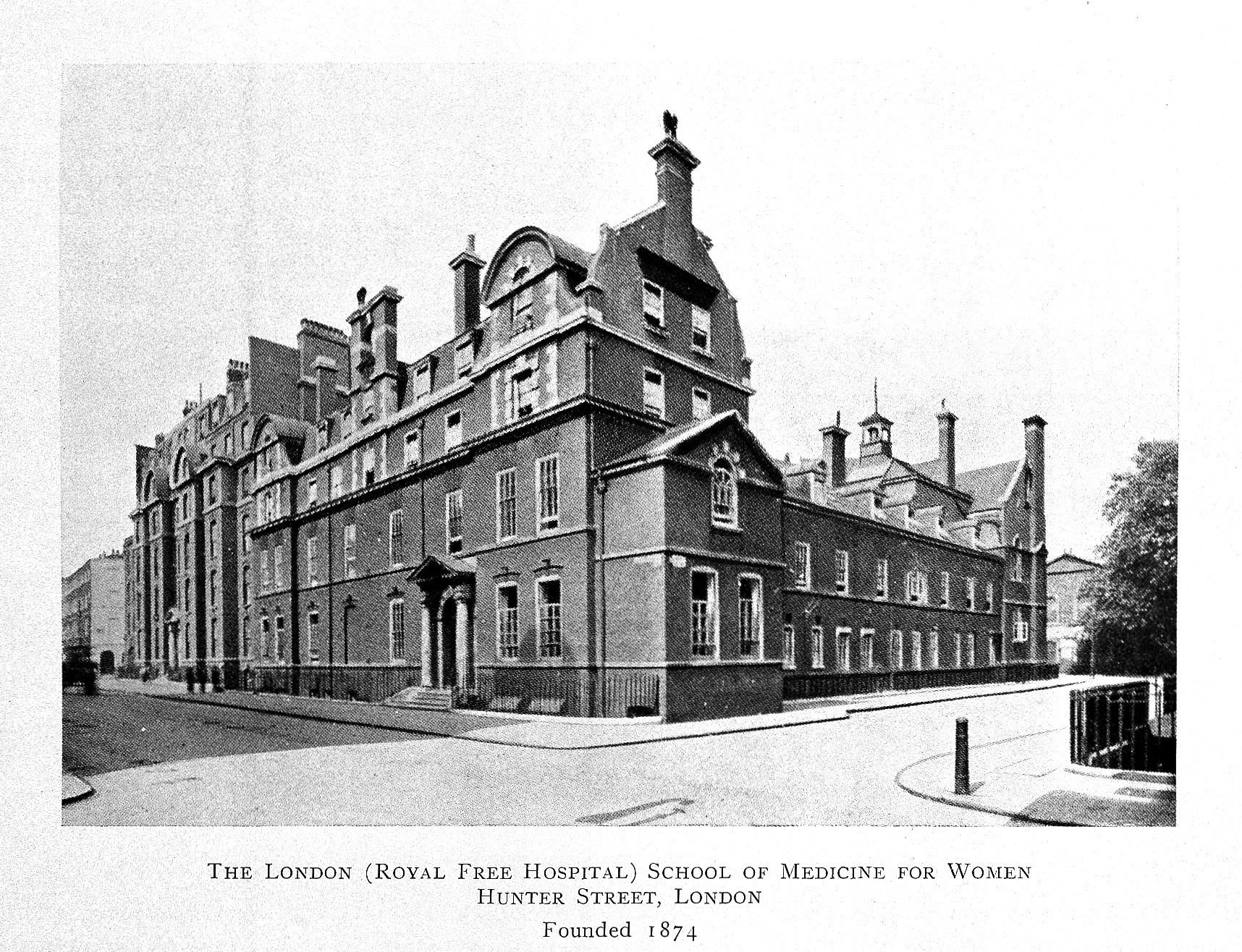
”London School of Medicine for Women” där Brinck studerade

Julia Maria Brinck, född 4 mars 1854 i Helsingborg, död 1926 i Riverside County Kalifornien, var en svensk läkare och kvinnopionjär. Brinck blev 1886 den tredje svenska kvinnan att få läkarlegitimation (utomlands) och den första med europeisk läkarutbildning.

## Biografi
Julia Brinck föddes 1854 som andra barn till en skomakarfamilj i Helsingborg. Brinck fick möjlighet till fyraårig folkskola och därefter troligen studier vid en privat flickskola. 1873 började hon på Kungliga gymnastiska centralinstitutet (GCI) med inriktning på medicinsk gymnastik i Stockholm där hon tog sjukgymnastisk examen 1875 samtidigt som Karolina Widerström. Efter sin examen flyttade hon utomlands och arbetade som sjukgymnast vid kliniker i Hamburg och Nice. 1880 fick hon en tjänst förmedlad av Concordia Löfving som gymnastiklärare på Ladies College på Guernsey. Under denna tid kunde hon även läsa de kurser som krävdes för ansökan till engelska universitet.
1882 började Brinck studera medicin vid London School of Medicine for Women, den första institution i medicin för kvinnor i Storbritannien. Skolan hade dock inte befogenhet att utdela legitimation så Julia behövde avsluta utbildningen i Irland och den 9 juli 1886 tog hon läkarexamen i Dublin och blev därmed den tredje svenska kvinnan att ta läkarexamen som den första svenska kvinnan med europeisk läkarutbildning. Tidigare hade Charlotte Yhlen och Emily von Vegesack erhållit sina legitimationer 1873 i USA efter kortare utbildningar. Den första kvinna som blev legitimerad läkare i Sverige var dock Karolina Widerström.
Senare flyttade Brinck Berns universitet där hon forskade inom muskelfysiologi under handledning av Karl Hugo Kronecker. 1887 disputerade Brinck med avhandlingen "Über syntetische Wirkung Lebender Zellen". Sammanfattningsvis studerade hon den elektriska aktiviteten i grodhjärta efter tillsatser av olika ämnen i lösningar. Hon skrev även flera vetenskapliga artiklar som publicerades i engelska och tyska facktidskrifter, bland annat i "Archiv für Physiologie". Hennes forskning ansågs ha så hög kvalité, att hon som första kvinna erhöll ett forskningsstipendium av British Medical Association (Brittiska läkarföreningen).
Brinck flyttade därefter tillbaka till England och öppnade praktik i London med sjukgymnastisk inriktning. Under denna tid brevväxlade hon även med Florence Nightingale och var också engagerad i fredsfrågor inklusive deltagande i 1890 års fredskongress med syfte att begränsa Tysklands militära upprustning.
I början av 1900-talet flyttade Brinck till Kalifornien dit hennes bror Carl Brinck flyttat tidigare. Julia Brincks dog 1926 i Riverside County och är gravsatt på Oliverwood Cemetery i Riverside.